# Emanuelle nera - Orient Reportage
Emanuelle nera - Orient Reportage è un film del 1976 diretto da Joe D'Amato.
Secondo capitolo della serie Emanuelle nera, il primo diretto da D'Amato, è considerato il vero seguito di Emanuelle nera. In un primo momento si doveva intitolare Velluto nero, titolo di un film poi diretto da Brunello Rondi.

## Trama
La fotoreporter Emanuelle è perennemente in viaggio, alla ricerca dello scoop giusto per la sua rivista. A Venezia incontra l'amico Robert, ed i due si recano a Bangkok, dove lui si dedica ai suoi scavi archeologici e lei è ospite del principe Sanit, che vuole insegnarle a raggiungere il perfetto orgasmo. Emanuelle dovrebbe fotografare per la sua rivista il re, ma il principe la porta in giro per la città e la fa assistere a combattimenti tra galli, balli e massaggi erotici.
All'improvviso il giovane viene arrestato perché stava organizzando un colpo di Stato, mentre ad Emanuelle vengono rubati la macchina fotografica, il passaporto e tutto il suo denaro. Per uscire dal paese, la ragazza è costretta a sedurre un poliziotto. Ella si reca a Casablanca per incontrare Robert, impegnato con i suoi scavi, dove incontra Debora, che è anche la figlia del console. L'amicizia tra le due donne si trasforma presto in un rapporto lesbico. Emanuelle, però, deve recarsi a Parigi per un nuovo servizio così abbandona Robert e Debora, che si era innamorata di lei, e va incontro ad una nuova avventura.

## Produzione
Il film fu girato a Venezia, Thailandia e Marocco. L'imponente monumento asiatico che compare nella pellicola è il tempio di Wat Arun, situato a Bangkok.

## Distribuzione
Distribuito nei cinema italiani il 7 maggio 1976, il giorno dopo al terremoto che scossò il Friuli.

## Collegamenti ad altre pellicole
- Il film è citato in Berlinguer ti voglio bene, diretto da Giuseppe Bertolucci nel 1977.

## Titoli per l'estero
Il film uscì negli Stati Uniti come Emanuelle in Bangkok, in Francia come La possédée du vice e Black Emanuelle en Orient, in Germania come Black Emanuelle 2. Teil e in Spagna come Emanuelle negra se va a Oriente.

## Slogan promozionali
- «She Hotter Than Ever»
«Più calda che mai».